# Карлсон, Дилан
Ди́лан Ка́рлсон (англ. Dylan Carlson; род. 12 марта 1968, Сиэтл, штат Вашингтон, США) — американский музыкант, наиболее известный как лидер и единственный постоянный участник группы Earth.

## Биография
Родился в семье сотрудника Министерства обороны США; семья часто переезжала с места на место. В 15 лет решил стать рок-музыкантом под влиянием таких групп, как Molly Hatchet, AC/DC и Black Sabbath. Кроме перечисленных, на творчество Карлсона оказали такие музыканты, как Ла Монте Янг и Терри Райли. В 1989 году создал группу Earth; тогда же начал сотрудничать с Куртом Кобейном. Известен как человек, купивший ружьё, которое Кобейн использовал для совершения самоубийства.